# Jasen (Pljevlja)
Pour les articles homonymes, voir Jasen.
Jasen (en serbe cyrillique : Јасен) est un village du nord du Monténégro, dans la municipalité de Pljevlja.

## Démographie

### Évolution historique de la population
| 1948 | 1953 | 1961 | 1971 | 1981 | 1991 | 2003 |
| ---- | ---- | ---- | ---- | ---- | ---- | ---- |
| 55   | 65   | 59   | 42   | 29   | 26   | 18   |